# بابااحمد (چالدران)
بابااحمد (چالدران)، روستایی از توابع بخش مرکزی شهرستان چالدران در استان آذربایجان غربی ایران است.روستای بابااحمد با روستاهای میرآباد، قرنقو،حسن کندی، داش کسن، آق مزار و عبدالرزاق همسایه میباشد.
روستای بابااحمد در ۳۲ کیلومتری شهرستان چالدران در بخش مرکزی چالدران واقع در دهستان به به جیک میباشد.
مردم روستای بابا احمد چالدران بسیار مهمان نواز هستند به زبان ترکی آذربایجانی تکلم میکنند و دین مردم روستا اسلام و مذهبشان شیعه اثنی عشری میباشد و همه ساله اعیاد و مراسم های اسلامی را  به صورت باشکوه اجرا میکنند.
این روستا دارای یک باب مسجد ، مدرسه و  ساختمان دهیاری میباشد و اخیرا طرح هادی در روستا اجرا شده که شامل جدول کشی و سنگ فرش کردن خیابانها و معابر روستا میباشد روستا دارای امکانات آب شرب ،برق و گاز لوله کشی شده میباشد که اخیرا اینترنت پرسرعت نیز راه اندازی شده است.
این روستا دارای یک سد خاکی باهسته رسی است که توانایی ذخیره آب به میزان یک میلیون و ششصد هزار متر مکعب را دارا میباشد .
زمین های کشاورزی این روستا حاصل خیز هستند و  طرح آبیاری تحت فشار سد بابااحمد ، تقریبا در تمامی زمین های کشاورزی آن اجرا شده است که زمین های روستا را تبدیل به آبی میکند. 
روستا دارای هویت تاریخی طولانی میباشد که قدمت روستا را به دوران اورارتوها و قبل از آن میرساند جای جای روستا مملو از آثار تاریخی میباشد که این شامل شیوه تدفین مردگان و اشیای سفالین  و آثار بجای مانده از آن دوران است.
روستا دارای حیات وحش متنوعی میباشد که شامل گونه های، گرگ ، روباه ،شغال،میش و کل و بز وحشی ،کبک ،بلدرچین و عقاب طلایی و یک نوع کبوتر زیبا به نام باب بو ،وشانه بسر و کبوتری به نام گوورچین میباشد که تحت تاثیر حیات وحش بی نظیر منطقه به به جیک میباشد.
آب و هوای روستا کوهستانی ودر زمستان سرد ودر تابستان معتدل و خنک میباشد به طوری که در هیچ خانه ای از کولر و لوازم سرمایشی استفاده نمیکنند.
این روستا دارای یک چشمه آب زلال میباشد که در پایین روستا قرار دارد که در تابستان ها خنک و گوارا و در زمستانها داری آب گرم میباشد.
محصولات عمده زراعی  روستا شامل گندم، جو، عدس، نخود، یونجه،سیب زمینی قرمز و سفید  میباشد که مردم روستا در کنار آنها به پرورش انواع میوه های تابستانی و پاییزی به ویژه گردو و بادام مشغول میباشند گردو روستا به همراه سیب زمینی قرمز از شهرت خاصی برخوردار میباشد .
در کوهای اطراف روستا یک نوع گیاه به نام محلی چاشور یا کاشور می روید که از ساقه های آن  یک نوع ترشی شور درست میکنن که بسیار خشمزه و محبوب شهرهای اطراف است و طرفداران زیادی دارد ودر کنار غذا سرو میشود واین گیاه  تقریبا به صورت محدود در کوهای این روستا رشد میکند و خاصیت دارویی نیز دارد و درمان رماتیسم و درهای مفصلی است .
لبنیات و فراوردهای لبنی به خصوص ماست و پنیر گوسفندی این روستا از شهرت فراوانی برخوردار است که به شهرهای ارومیه خوی سلماس تهران و تبریز نیز فرستاده میشود.
مردم روستا به شغل کشاورزی و دامپروری مشغول میباشند.
راه های ارتباطی روستا از طریق راه سراسری خوی چایپاره به چالدران میباشد که از نقطه مقابل پاسگاه روستای قرنقو که توسط تابلو ها مشخص است به طرف جنوب تقریبا به طول سه کیلومتر منتهی به روستامیباشد.
(باتشکر علیرضا محرم زاده)

## جمعیت
این روستا در دهستان ببه‌جیک قرار دارد و براساس سرشماری مرکز آمار ایران در سال ۱۳۸۵، جمعیت آن ۲۳۳ نفر (۴۳ خانوار) بوده‌است.